# (29909) 1999 JE8
A (29909) 1999 JE8 a Naprendszer kisbolygóövében található aszteroida. A LINEAR projekt keretében fedezték fel 1999. május 12-én.